# Spencer Livermore, Baron Livermore

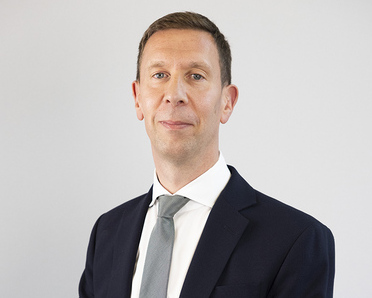
Spencer Livermore, Baron Livermore

Spencer Livermore, Baron Livermore (* 12. Juni 1975 in Slough, Vereinigtes Königreich) ist ein britischer Politiker der Labour Party.

## Leben
Livermore wuchs in Wickford, Essex auf und besuchte die Beauchamps High School und das Basildon College. Livermore studierte an der London School of Economics and Political Science. Ab 1997 war er für die Labour Party in politischen Kampagnen insbesondere für Gordon Brown aktiv. Nach einer beruflichen Tätigkeit ab 2008 bei dem britischen Unternehmen Saatchi & Saatchi ist er für das britische Unternehmen McKinsey & Company als Berater tätig. Seit 2015 ist Livermore Mitglied im House of Lords. Für die britische Zeitung The Guardian schreibt Livermore politische Kommentare. Livermore ist mit dem britischen Abgeordneten Seb Dance verheiratet. Das Ehepaar wohnt in Rotherhithe.